# Prince of Persia: The Lost Crown
Prince of Persia: The Lost Crown is een computerspel ontwikkeld en uitgegeven door Ubisoft voor de Switch, PlayStation 4, PlayStation 5, Windows, Xbox One en Xbox Series. Het actie-avonturenspel is uitgekomen op 18 januari 2024.

## Plot
De nieuwe held Sargon is nog een beginnend lid van de krijgersstam The Immortals. Hij moet afreizen naar de vervloekte stad Mount Qaf om de ontvoerde prins Ghassan te redden.

## Gameplay
Het spel is een zijwaarts scrollend platformspel waarin de hoofdpersoon kan springen, over de grond schuiven, en krachtige sprongen kan maken om langs diepe ravijnen te komen. Hij maakt gebruik van twee zwaarden om zijn vijanden te verslaan, maar die ook gebruikt kunnen worden bij de platforms. In het spel moet de speler puzzels oplossen, missies uitvoeren, en zijn verborgen schatten te vinden.
Naast platforming bevat The Lost Crown ook een Metroidvania-stijl, waarbij de speler terug moet naar bezochte locaties om daar verder te komen met zijn nieuwe vaardigheden. Ook het verslaan van bepaalde vijanden lukt pas nadat nieuwe vaardigheden beschikbaar zijn.
In de spelwereld zijn Tijdkristallen te vinden, waarmee wapenupgrades te kopen zijn. Ook kan de speler schermafdrukken maken die te koppelen zijn aan de plattegrond, om hier later terug te keren.

## Ontvangst
| Recensiescore       | Recensiescore                          |
| Recensieverzamelaar | Score                                  |
| ------------------- | -------------------------------------- |
| Metacritic          | 87% (NS) 84% (PC) 86% (PS5) 87% (XSXS) |
| Publicist           | Score                                  |
| Destructoid         | 8,5                                    |
| Eurogamer           | 4/5                                    |
| Game Informer       | 9,5                                    |
| GameSpot            | 9                                      |
| IGN                 | 8                                      |
| Nintendo Life       | 9                                      |

Prince of Persia: The Lost Crown ontving positieve recensies. Men prees de Metroidvania-elementen, de gameplay, het gevechtssysteem en levelontwerp. Enige kritiek was er op de eindbaasgevechten, het saaie verhaal en de hoge aanschafprijs.
Op Metacritic, een recensieverzamelaar, heeft het spel een gemiddelde score van 86%.
Vanwege tegenvallende verkoopcijfers maakte Ubisoft Montpellier in oktober 2024 bekend dat er geen vervolgdeel zou verschijnen en dat het ontwikkelteam is overgeplaatst naar andere projecten binnen de studio.